# Berinda amabilis
Berinda amabilis là một loài nhện trong họ Gnaphosidae. Loài này săn mồi ban đêm trong khi ban ngày thì ẩn mình dưới các tảng đá và lá cây. Cơ thể chúng có hình oval, hẹp và chỉa về phia sau.
Loài này thuộc chi Berinda. Berinda amabilis được Carl Friedrich Roewer miêu tả năm 1928.